# Geiserita

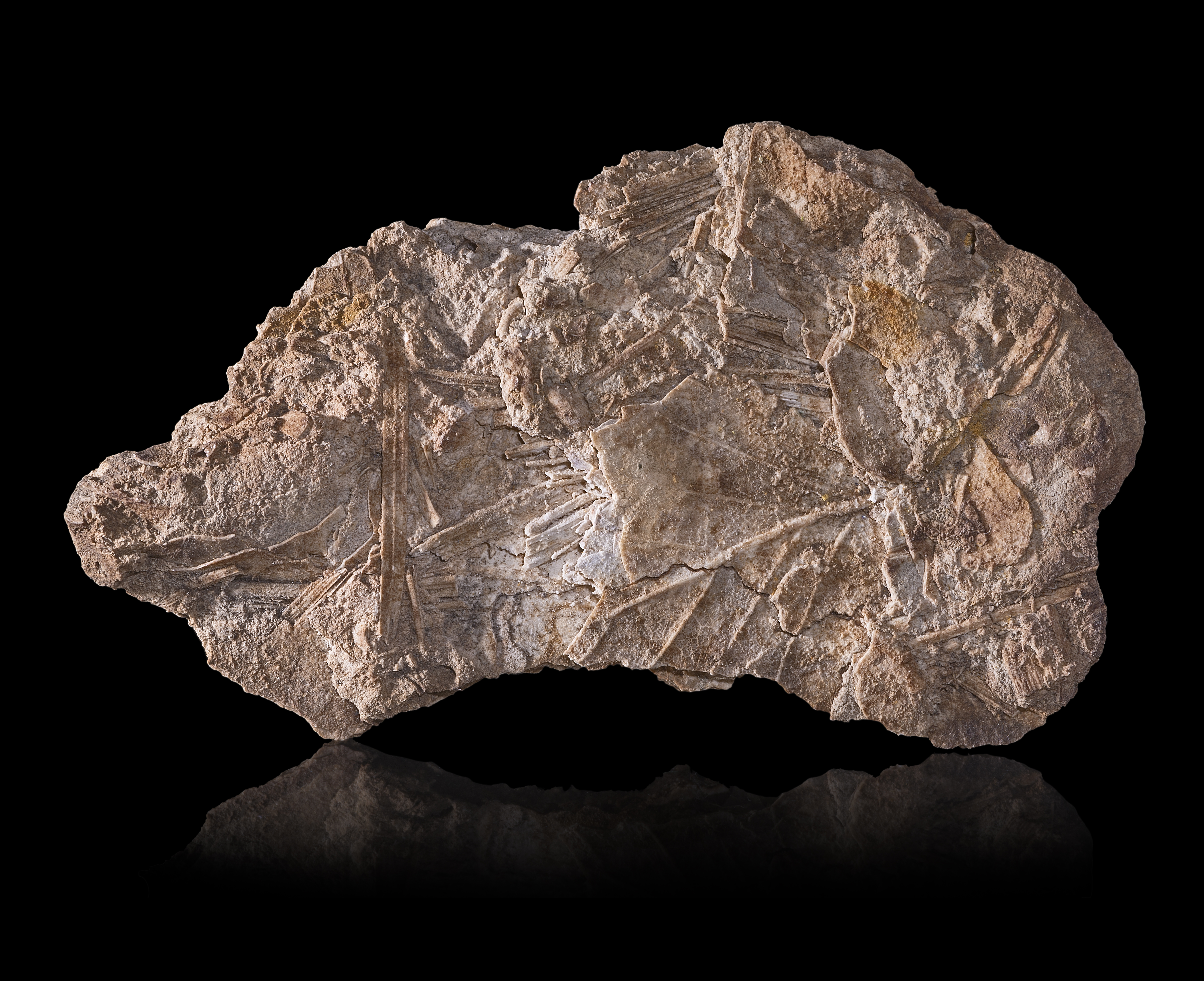
Geyserita de Islandia

Una geiserita es una forma de sílice opalino que se encuentra a menudo alrededor de géiseres y fuentes termales. Es a veces referido también con el nombre sinter. Las geiseritas de estructura botroidal son conocidas como fioritas.
En mayo de 2017, evidencia de una de las primeras formas de vida conocidas sobre la Tierra puede haber sido encontrada en una geyserita de unos 3.48 mil millones años descubierta en el cratón de Pilbara de Australia Occidental.